# Abhurita
L'abhurita és un mineral d'estany, clor, oxigen i hidrogen. Químicament és un òxid, clorur i hidròxid d'estany amb nombre d'oxidació +2, de fórmula química Sn21O₆Cl16(OH)14. És incolor i la seva duresa es troba és 2 a l'escala de Mohs. Té una densitat de 3,42 g/cm³, i cristal·litza en el sistema hexagonal.
El seu nom fou posat en honor de la cala Sharm Abhur, a 30 km al nord de la ciutat de Jiddah, a la costa de la mar Roja de l'Aràbia Saudita, on fou descobert el 1985 en la superfície d'un lingot d'estany pur en un vaixell enfonsat possiblement feia més de 100 anys. Posteriorment s'ha trobat també en altres vaixells enfonsats a Hydra, Noruega i a Saint Ives, Cornualla, Anglaterra.
Segons la classificació de Nickel-Strunz pertany a «03.DA: Oxihalurs, hidroxihalurs i halurs amb doble enllaç, amb Cu, etc., sense Pb» juntament amb els següents minerals: melanotal·lita, atacamita, botallackita, clinoatacamita, hibbingita, kempita, paratacamita, belloïta, herbertsmithita, kapellasita, gillardita, haydeeïta, anatacamita, claringbul·lita, barlowita, simonkol·leïta, buttgenbachita, connel·lita, ponomarevita, anthonyita, calumetita, khaidarkanita, bobkingita, avdoninita i droninoïta.